# Mokaná
  I Mokaná sono un gruppo etnico della Colombia.
Vivono nel dipartimento dell'Atlantico, nelle città di Tubará, Malambo, Galapa, Baranoa e Puerto Colombia. Il gruppo ha quasi del tutto perso la propria identità culturale e l'uso della propria lingua che li distingueva dalle altre etnie e che oggi viene parlata solo da pochi anziani. La lingua dei Mokaná è associata alle famiglie linguistiche arawak e chibcha.